# Evangelische Kirche Solingen-Wald

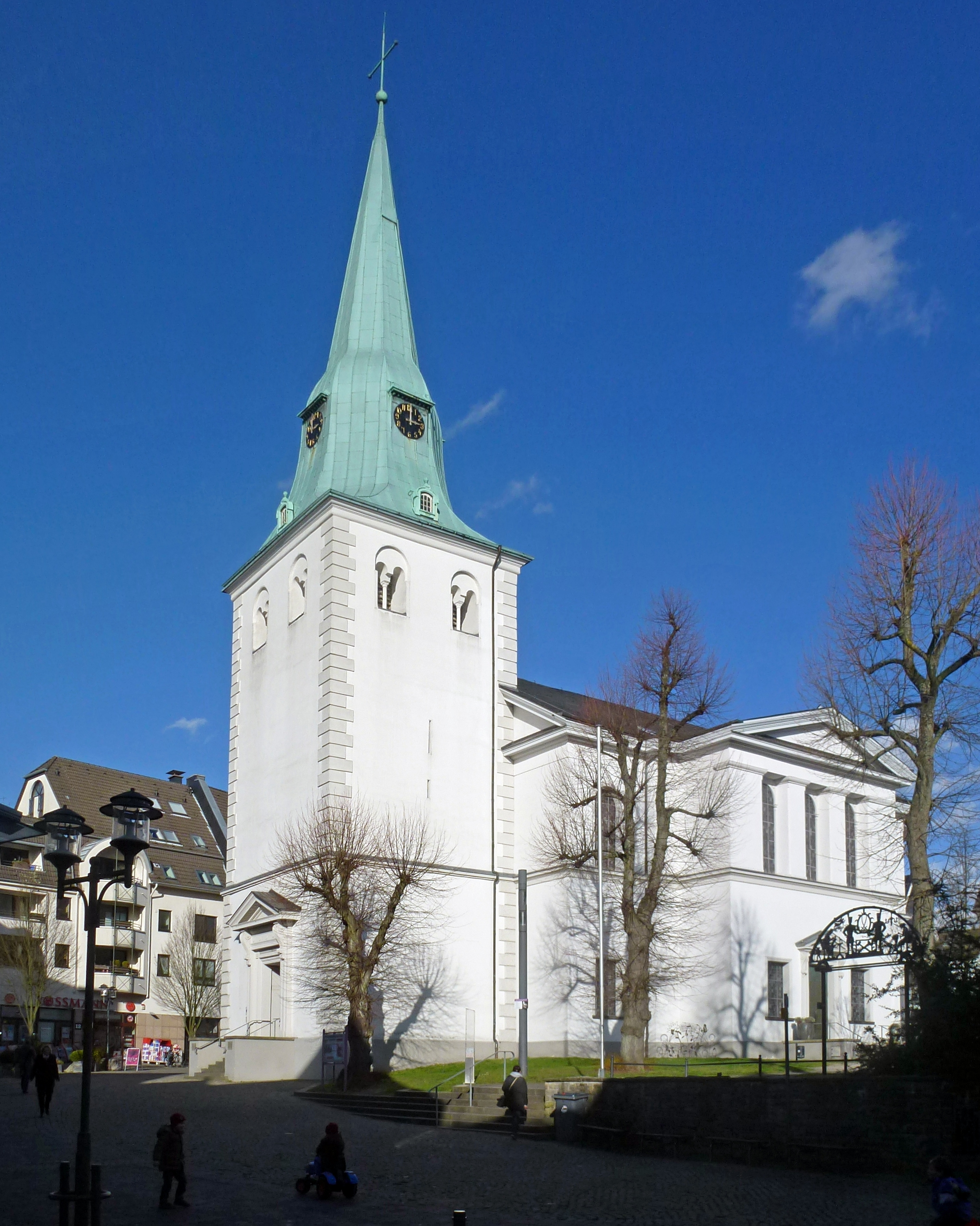
Evangelische Kirche in Solingen-Wald

Die evangelische Kirche Solingen-Wald, kurz Walder Kirche genannt, ist ein klassizistisches Kirchengebäude mit romanischem Westturm in Solingen. Sie liegt im Zentrum des Stadtteils Wald am Walder Kirchplatz und ist die zentrale Gottesdienststätte der Evangelischen Kirchengemeinde Wald, die zum Kirchenkreis Solingen der Evangelischen Kirche im Rheinland gehört. Der Turm der Walder Kirche ist das älteste erhaltene Bauwerk Solingens, erbaut um 1150.

## Geschichte

### Erste Kirche
Die erste Erwähnung einer Kirche in Wald findet sich in einer auf den 3. Mai 1019 datierten Urkunde des Kölner Erzbischofs Heribert von Köln, in der er der von ihm 1002/1003 gegründeten Abtei Deutz neben vielen anderen Schenkungen auch den Besitz von „Fronhof und Kirche namens Wald“ (curtim et ecclesiam que Walda vocatur) bestätigt.  Bei dieser ersten Walder Kirche dürfte es sich um eine Eigenkirche in Form eines hölzernen Saalbaus gehandelt haben.

### Romanische Kirche
An ihrer Stelle ließ die Deutzer Abtei, vermutlich um 1150, eine steinerne romanische Basilika errichten, von der nur der Turm erhalten ist. Die Gestalt dieser Kirche lässt sich heute nur noch anhand einer Umrisszeichnung des Solinger Landvermessers Johann Peter Stamm aus dem Jahre 1769 erschließen. Die dazugehörige Pfarrei Wald (parrochia Walde) wird erstmals 1135 in einer Urkunde des Kölner Erzbischofs Bruno II. erwähnt. Die Kirche war ursprünglich Johannes dem Täufer geweiht; erst 1420 erscheint der heilige Sebastian als Schutzpatron.
Um 1210 übertrug der Deutzer Abt die Walder Pfarrkirche dem Kloster Gräfrath. 1591 ging der Walder Pfarrer Winand Sartorius zum reformierten Bekenntnis über.  Seitdem wurde die Kirche von der reformierten Gemeinde genutzt; das Gebäude blieb aber bis zur Säkularisation 1803 im Eigentum des katholischen Klosters. Nachdem der Turmhelm 1712 nach einem Blitzeinschlag abgebrannt war, erhielt der Turm im 18. Jahrhundert die heutige barocke Haube. Deren Kupferbedeckung musste 1917 während des Ersten Weltkriegs abgeliefert werden und wurde durch eine Schieferdeckung ersetzt. 1973 erhielt der Turm wieder ein Kupferdach.

### Klassizistische Kirche
Wegen zunehmender Baufälligkeit des romanischen Kirchenschiffs gab es bereits 1780 Überlegungen für einen Neubau, die jedoch wegen der komplizierten Eigentumsverhältnisse nicht verwirklicht wurden. 1804 stürzten Teile des Gewölbes ein, so dass die Kirche nicht mehr benutzbar war und die Gottesdienste in eine hölzerne Notkirche verlegt werden mussten. Die romanische Kirche wurde 1816 abgebrochen. Dank finanzieller Unterstützung durch den preußischen König Friedrich Wilhelm III. konnte am 18. August 1818 der Grundstein für einen Neubau gelegt werden. Der Entwurf stammte von Adolph von Vagedes, der auch die Bauleitung hatte. Am 5. Mai 1820 stürzte jedoch das Tonnengewölbe des Neubaus erneut ein. Daraufhin wurde Vagedes das Projekt von der Oberbaudeputation Berlin entzogen. Nach der Neukonzipierung durch den preußischen Bauinspektor Friedrich Felderhoff konnte die heutige Kirche am Reformationstag 1824 eingeweiht und im darauffolgenden Jahr unter Felderhoffs Leitung fertiggestellt werden. Es handelte sich dabei um den ersten Kirchenneubau im Rheinland nach der napoleonischen Zeit. Im Zusammenhang mit dem Neubau wurde auch der baufällig gewordene Turm saniert und erhielt die heute sichtbare Eckquaderung und das klassizistische Westportal.
Im Zuge der preußischen Union  vereinigten sich 1830 die lutherische und die reformierte Gemeinde zu einer unierten Kirchengemeinde. 1854 bekam die Kirche eine Kassettendecke aus Holz. 1934/35 wurde sie unter Leitung der Walder Architekten Baurmann und Buschmann gründlich instand gesetzt. Zwischen 1965 und 1968 wurde das gesamte Innere der Kirche mit dem Ziel einer „restaurierenden Neugestaltung“ durchgreifend verändert. Der Charakter des klassizistischen Innenraums, eines der hochwertigsten seiner Art im Bergischen Land, sollte in den „Formen der Moderne weiterentwickelt“ werden, unter anderem durch ein von dem Lichtdesigner Johannes Dinnebier entworfenes Beleuchtungskonzept. Dabei wurden zahlreiche Ausstattungsmerkmale des 19. Jahrhunderts wie der Kanzelaltar von 1895, die Kassettendecke und die Buntglasfenster entfernt. Seitdem ist die Ausstattung bestimmt von modernen Objekten wie Altartisch, Kanzelpult, Taufstein und Hängekreuz. Der Taufstein wurde 2005 in den Mittelpunkt des Kirchenraums versetzt.
Anfang der 1990er Jahre erhielt die Kirche ein neues Schieferdach. 1999 ergab sich aufgrund von Beschädigungen durch Luftverschmutzung und den an der Kirche vorbeiführenden Schwerlastverkehr die Notwendigkeit, die Außenfassade komplett zu sanieren. Um die Kirchengemeinde bei den Kosten von über einer Million D-Mark zu unterstützen, wurde im selben Jahr die Denkmalstiftung Walder Kirche e.   V. als Förderverein für den Erhalt der Kirche gegründet, die seitdem in erheblichem Maße zu den Erhaltungskosten beiträgt.  2001 wurde der gesamte Außenputz und 2004 der Anstrich erneuert.
Heute ist die evangelische Kirche mit ihrem romanischen Westturm der Mittelpunkt und das Wahrzeichen des Stadtteils Wald.

## Baubeschreibung

### Turm

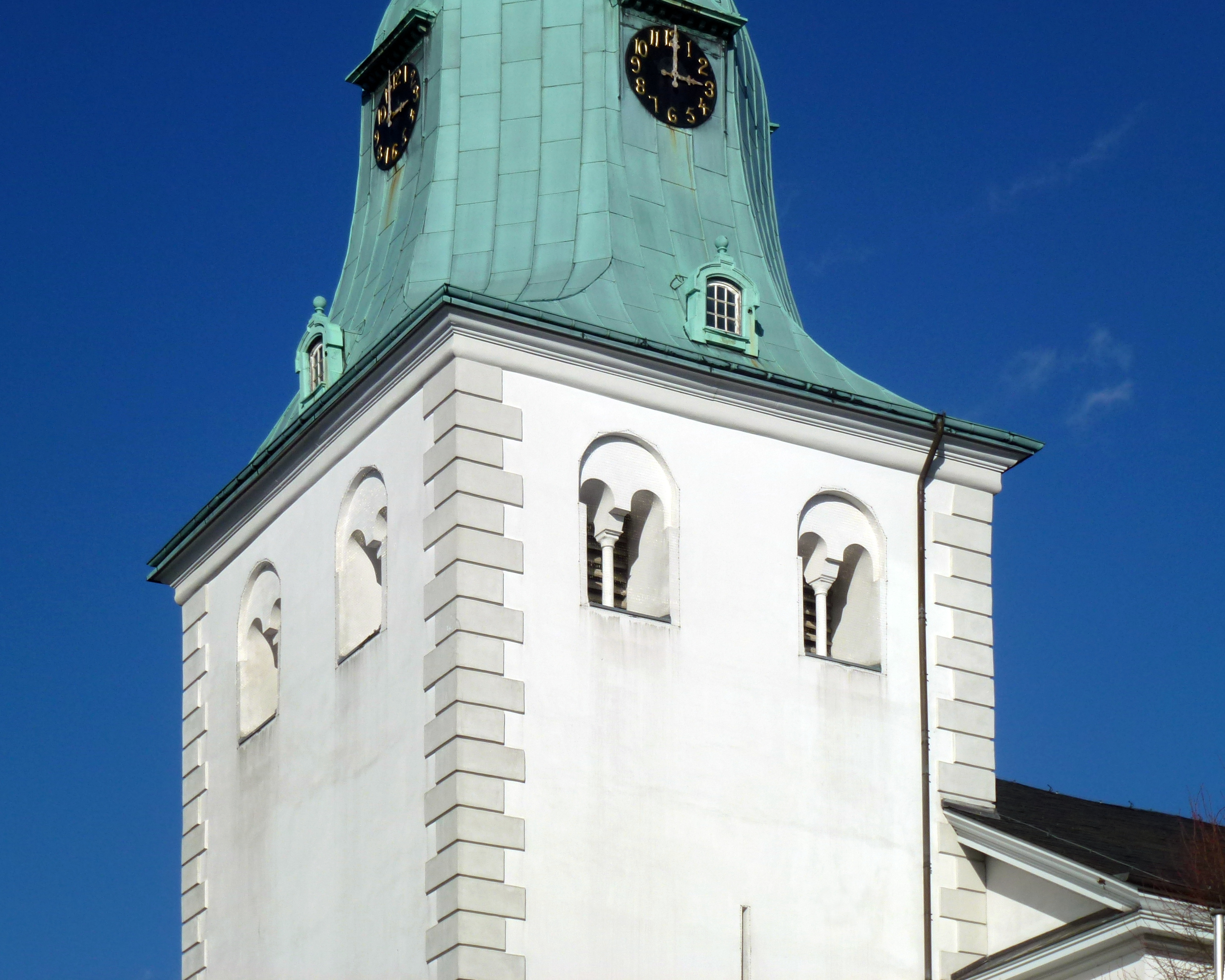
Glockengeschoss des Turms

Der 41 Meter hohe, dreigeschossige, schmucklose Turm wurde über einer Grundfläche von 8,80 m × 9,90 m aus Grauwacke-Bruchsteinen errichtet, die vermutlich aus Steinbrüchen im Ittertal stammen. Das zweischalige, mit Steinbrocken und Kalkmörtel verfüllte Mauerwerk hat im Erdgeschoss eine Stärke von über 2 Metern (an der dicksten Stelle 2,88 m), im obersten Geschoss noch von etwa einem Meter. Zum klassizistischen Portal in der Westwand mit einem von Voluten getragenen Dreiecksgiebel führt eine kleine Freitreppe vom Kirchplatz hinauf. Der ursprünglich durch einen Bogen mit dem Kirchenschiff verbundene Raum im Erdgeschoss, der vermutlich als Taufkapelle diente, wurde 1926 nach Entwürfen des Düsseldorfer Bildhauers Siegfried Meinardus als Gedenkstätte für die Gefallenen des Ersten Weltkriegs eingerichtet. Über dem Durchgang zum Kirchenschiff befindet sich das Hochrelief eines von Christus auferweckten gefallenen Soldaten, die Wände tragen Marmortafeln mit den Namen der Gefallenen. Innerhalb der Mauer an der Nordseite führt eine dreiläufige Treppe in U-Form in das erste Obergeschoss. Die nur 56 cm breite Treppe wird von wenigen schmalen Lichtscharten erhellt. Der quadratische Raum im ersten Obergeschoss hat auch nur eine Lichtscharte und wie der Erdgeschossraum ein Kreuzgratgewölbe. Er war ursprünglich ebenfalls zum Kirchenschiff hin geöffnet und diente vermutlich als Patronatskapelle. Lange als Abstellraum genutzt, wurde das Turmzimmer im Jahre 2000 als Veranstaltungs- und Ausstellungsraum hergerichtet. Von dort führt eine Treppe durch die Mauer an der Südseite in das oberste oder Glockengeschoss. Es verfügt als einziges über Fenster; auf jeder der vier Seiten befinden sich zwei, jeweils durch eine Mittelsäule mit Kelchkapitell geteilte Fensteröffnungen, die zugleich als Schallöffnungen für das Geläut dienen. Der ursprüngliche hölzerne Glockenstuhl wurde 1919 durch einen eisernen ersetzt.

### Kirchenschiff

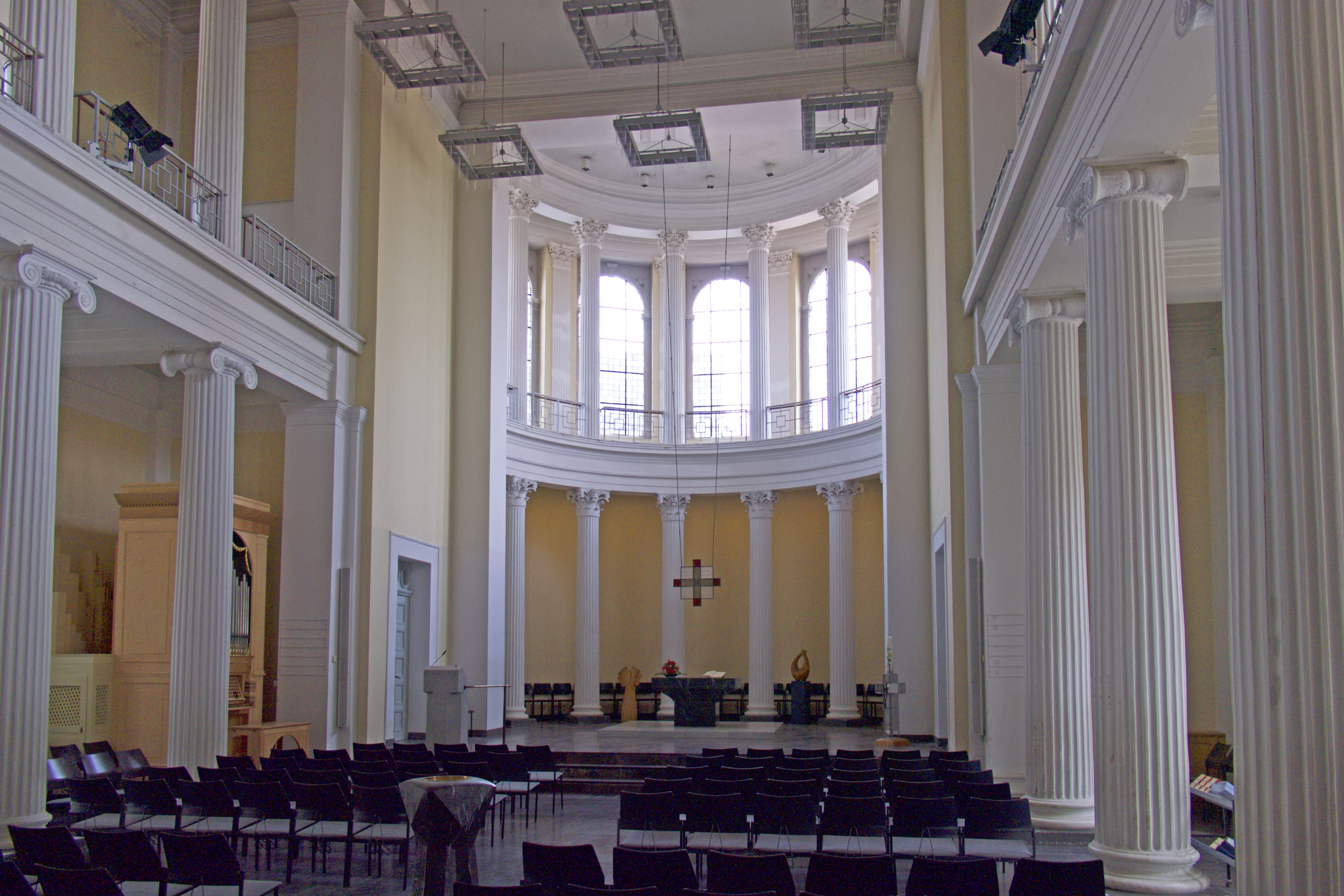
Innenraum, Blick zum Altar

Das an den romanischen Turm angebaute Kirchenschiff im klassizistischen Stil der Schule Karl Friedrich Schinkels hat die Form eines gedrungenen griechischen Kreuzes, das im Westen durch den Turm und im Osten durch eine halbkreisförmige Apsis erweitert wird. Ein außen umlaufendes Sims in halber Höhe markiert das Emporengeschoss. Die Querschiffwände im Norden und Süden werden durch flache Dreiecksgiebel abgeschlossen. Ebenfalls mit Dreiecksgiebeln bekrönte Portale befinden sich mittig in den Querschiffwänden. Der Innenraum der Kirche, die als einer der „schönsten klassizistischen Bauten Deutschlands“ bezeichnet wurde, ist bis auf die hellgelben Wandflächen ganz in Weiß gehalten und ringsum von Emporen umgeben, die von kannelierten Säulen mit ionischen Kapitellen getragen werden; nur das Halbrund der sechs Säulen im Chor hat korinthische Kapitelle. Die Säulenstellung wiederholt sich im Emporengeschoss, in dem hohe Rundbogenfenster die Kirche belichten. Kleinere Rechteckfenster befinden sich auf der Nord- und der Südseite des Erdgeschosses jeweils zu beiden Seiten der Eingänge.

## Orgeln
1824 wurde der Kirche eine Hausorgel als erste Orgel gestiftet. Erst 1859 erhielt sie eine große Kirchenorgel der Firma Gebrüder Leichel aus Duisburg, die 1909 durch einen Orgelneubau von Eberhard Friedrich Walcker (Ludwigsburg) ersetzt wurde. Nach einem Umbau 1952 schuf Willi Peter (Köln) 1969 eine neue „neobarocke“ Orgel, in die zahlreiche der alten Pfeifen eingebaut wurden.  In den Jahren 1995 bis 2001 baute Matthias Wagner  (Obrigheim, Pfalz) vor Ort auf der Westempore zunächst als Interimsorgel eine einmanualige Orgel mit 16 Registern, die 1997 fertiggestellt wurde und heute als Chororgel Verwendung findet, und dann die heutige große Orgel, ebenfalls unter Wiederverwendung von Pfeifenmaterial aus den Vorgängerinstrumenten. Das Instrument hat 43 Register auf drei Manualen und Pedal. Die Register des 4. Manuals sind Transmissionen aus dem Hauptwerk. Die Spiel- und Registertrakturen sind mechanisch.
| I Hauptwerk C– |                   |     |
| 01.            | Bourdon           | 16′ |
| 02.            | Principal         | 08′ |
| 03.            | Flauto harmonique | 08′ |
| 04.            | Violoncello       | 08′ |
| 05.            | Gemshorn          | 08′ |
| 06.            | Octave            | 04′ |
| 07.            | Hohlflaut         | 04′ |
| 08.            | Quint             | 03′ |
| 09.            | Octave            | 02′ |
| 10.            | Mixtur IV         |     |
| 11.            | Cornet V          | 08′ |
| 12.            | Trompette         | 08′ |
| 13.            | Clairon           | 04′ |

| II Schwellwerk C– |                   |        |
| 14.               | Hohlflaut         | 8′     |
| 15.               | Geigenprincipal   | 8′     |
| 16.               | Viola da Gamba    | 8′     |
| 17.               | Voix céleste      | 8′     |
| 18.               | Octav piano       | 4′     |
| 19.               | Flaut travers     | 4′     |
| 20.               | Quint             | 3′     |
| 21.               | Quart             | 2′     |
| 22.               | Terz              | 1 3⁄5′ |
| 23.               | Quint minor       | 1 ⁄3′  |
| 24.               | Mixtur III        |        |
| 25.               | Trompette         | 8′     |
| 26.               | Cromorne          | 8′     |
| 27.               | Basson/Hautbois 0 | 8′     |
| 28.               | Vox humana        | 8′     |
|                   | Tremolo           |        |

| III Echowerk C– |                |       |
| 29.             | Bourdon        | 8′    |
| 30.             | Salicional     | 8′    |
| 31.             | Flauto dolce 0 | 4′    |
| 32.             | Harmonica      | 4′    |
| 33.             | Flautino       | 2′    |
| 34.             | Nasard II      | 2 ⁄3′ |
| 35.             | Clarinette     | 8′    |
|                 | Tremolo        |       |

| IV Bombarde C– |                      |    |
| 36.            | Cornet V (= Nr. 11)  | 8′ |
| 37.            | Trompette (= Nr. 12) | 8′ |
| 38.            | Clairon (= Nr. 13)   | 4′ |

| Pedal C– |                  |     |
| 39.      | Grand Bourdon    | 32′ |
| 40.      | Principalbass    | 16′ |
| 41.      | Subbass          | 16′ |
| 42.      | Octavbass        | 08′ |
| 43.      | Baryton          | 08′ |
| 44.      | Alto             | 04′ |
| 45.      | Contrabombarde 0 | 32′ |
| 46.      | Bombarde         | 16′ |

- Koppeln:
  - Normalkoppeln: II/I, III/I, III/II, I/P, II/P, III/P, IV/P
  - Suboktavkoppeln: II/I
- Nebenregister: Vogelstimme

## Glocken
Das aus drei Bronzeglocken bestehende Geläut der Kirche wurde im Ersten Weltkrieg eingeschmolzen und 1919 durch das heutige Geläut aus vier Eisenglocken im Gesamtgewicht von 6414 kg ersetzt:
| Name                | Gewicht | Schlagton | Gießer                       | Gussjahr |
| ------------------- | ------- | --------- | ---------------------------- | -------- |
| 1. Lutherglocke     | 2590 kg | des¹      | Fa. Schilling und Lattermann | 1919     |
| 2. Hindenburgglocke | 1830 kg | es¹       | Fa. Schilling und Lattermann | 1919     |
| 3. Bismarckglocke   | 1235 kg | f¹        | Fa. Schilling und Lattermann | 1919     |
| 4. Klarenbachglocke | 759 kg  | as¹       | Fa. Schilling und Lattermann | 1919     |

Motiv: „Ausgefüllter des¹-Durdreiklang“

## Denkmalschutz
Die Walder Kirche wurde am 22. Januar 1985 als Baudenkmal in die Denkmalliste der Stadt Solingen eingetragen. Zudem ist der Ortskern von Wald mit dem Umfeld der Kirche als Denkmalbereich geschützt. Die Denkmalstiftung Walder Kirche e. V. wurde für ihren Beitrag zur Erhaltung der Kirche 2020 mit dem  Deutschen Preis für Denkmalschutz ausgezeichnet.